# Regla as-dos-tres
La llamada regla as-dos-tres o as, dos, tres se refiere, no obstante los distintos sistemas de construcción naval y modificaciones locales, a las medidas básicas de navío de línea y fue utilizada en toda Europa durante el siglo XV y gran parte del siglo XVI.
Se basaba en la consideración de que, como medida fundamental del navío, para cada codo de  manga, se requererían dos codos de quilla y tres codos de eslora —fórmula aplicada por  García de Palacio—. Escalante de Mendoza también la aplicaba al puntal, manga y quilla, con lo cual el puntal sería la mitad de la manga.